# Матине (Салерно)
Матине је насеље у Италији у округу Салерно, региону Кампанија.
Према процени из 2011. у насељу је живело 562 становника. Насеље се налази на надморској висини од 14 м.